# ریتون (نوازنده)
هنری اسمیتسون (متولد ۱۳ سپتامبر ۱۹۷۸)، که بیشتر با نام هنری خود ریتون (‎/ˈriːtɒn/‎ REE-ton) شناخته می‌شود، یک دی جی موسیقی الکترونیک انگلیسی و تهیه‌کننده از نیوکاسل از تاین است.